# Den nordiske Musikfest i Kjøbenhavn 1888
Den nordiske Musikfest i Kjøbenhavn 1888 (Den skandinaviske Musikfest eller Den første nordiske Musikfest) var en musikfest der blev afholdt i København i begyndelsen af juni 1888 med deltagelse af musikforeninger og sangkor fra de nordiske lande.

## Forberedelser
Man havde allerede nogle år forinden fået ideen til et sådant arrangement, der dog ikke ved den lejlighed blev til noget; et resultat var imidlertid dannelsen af musikforeningen Fermaten der i februar 1887 nedsatte et "Udvalg, der skulde forberede en Plan for en nordisk Musikfest i Udstillingsaaret 1888". Man udsendte en indbydelse, og efter den positive modtagelse afholdt en komite et konstituerende møde med deltagelse af medlemmer fra blandt andre Musikforeningen, Cæciliaforeningen, Koncertforeningen, Kammermusikforeningen, Kapellet, Fermaten og en repræsentant fra de såkaldte "garanter", der senere skulle komme til at dække underskuddet.
I spidsen for den undersøgende komite stod J.P.E. Hartmann, Niels W. Gade og nationalbankdirektør Rasmus Strøm.
Fabricius nævner følgende andre medlemmer af den forberedende komite der maj 1887 udsendte en indbydelse:
Wilhelm Andersen (?), Chr. Barnekow, cellisten Fritz Emil Bendix, Victor Bendix, (Emil) Ernst Dahl, J.K. Fabricius, Emil Hartmann, Frederik Hartmann, P.E. Lange-Müller, V. Ludvigsen (?), Otto Malling, pianofabrikant Frederik Møller, Franz Neruda, H.S. Paulli, Th. Reitzel, Leopold Rosenfeld, Frederik Rung, Chr. Schiørring, Niels Juel Simonsen, nationalbankdirektør Rasmus Strøm, violinisten Anton Svendsen, Johan Svendsen.
I det endelige program optræder følgende personer som angivet hos Fabricius således:
" ... Hartmann, Gade og Strøm samt Kapelmusikus Vilh. Andersen, Barnekow, Frits og Victor Bendix, Balduin Dahl, Ernst Dahl, Fabricius, lensgreve M. Krag-Juel-Vind-Frijs , Boghandler J. Frimodt, Emil og Fr. Hartmann, L.P Holmblad, Lange-Müller, S. Levysohn, V.Ludvigsen, Malling, Melchior, Fr. Møller, neruda, Paulli, Th. Reitzel, Leopold Rosenfeld, Rung, Schiørring, Simonsen, Lensbaron Stampe, Anton Svendsen og Johan Svendsen. ..."
J.P.E. Hartmann var præsident, Niels W. Gade vicepræsident, nationalbankdirektør Rasmus Strøm generalsekretær  og dronningen var protektrice.
Man ville udnytte at der i byen samme år skulle afholdes en stor "verdensudstilling" og regnede med at man kunne få stor tilslutning af den grund.

## Afvikling af festen
Musikfesten fandt sted i fint vejr ugen fra mandag 4. juni til søndag 10. juni med generalprøve søndag 3. juni. Om denne skriver Politiken at koncertsalen "imponerer absolut ved sit store lyse Rum, og uagtet de nøgne Mursten endnu på begge Sidevægge møder Øjet, har man dog ved en festlig og smuk Dekoration ... forvandlet det øde, ny Rum til et hyggeligt og muntert Koncertlokale". Det drejer sig om den kun delvis færdigbyggede store koncertsal bag Koncertpalæet.
Festen omfattede tre "store" koncerter og tre kammerkoncerter med et par generalprøver og en afsluttende "folkekoncert" søndag den 10. juni hvor det gik en smule livligere til, idet man havde stillet nogle billetter til rådighed for Arbejderforeningen af 1860, hvad der gav "et livligere og lydeligere Bifald". Fabricius skriver at denne succes har haft betydning for et gennembrud for tanken om folkekoncerter, idet de – og senere "Palækoncerterne" – udgjorde et fast og vigtigt led i palæets koncertvirksomhed.

## Vurdering
Om musikfesten betydning i dansk musikhistorie skriver Fabricius:
| Citat             | "... Musikfesten danner ligesom et Skel i dansk Musikhistorie; den og til Dels ogsaa Koncertpalæets Indvielsesfest Aaret efter blev Gade-Hartmann Periodens sidste store musikalske Manifestationer. ..." | Citat |
| Fabricius, s. 453 | |       |

Niels Martin Jensen vurderer i samme retning: "[...] ligesom nationalronmantikkens nationale tone synes at have fundet et sidste markant ekko ved denne første nordiske musikfest". 

Berggreen havde i 1830'erne udformet et program for en national kunstmusik, der skulle bygge på folkevisen så man havde let ved at genkende "tonen", en synsmåde han kan have overtaget fra J.A.P. Schulz' : "Thi kun gennem en slående lighed mellem sangens digteriske og musikalske tone [...] får sangen det skær, som der her er tale om, skæret af det enkle, det ukunstlede, det velkendte, kort sagt, af folketonen. ...". Det var dette "velkendte" som Berggreen ville have komponisterne til at indarbejde i musikken: han formulerede sit nationalromantiske program for en kunstnerisk folketone i musikken i forordet til første bind af folkeviseudgaven fra 1842:
... Optagelsen af dette element i kunsten skal imidlertid ikke blot bestå i ligefrem at indlægge hine melodier i et musikværk; men disse må være gået over i komponistens væsen, der da, opfyldt af deres ånd, vil kunne give sit arbejde det ejendommelige, nationale præg, der dog fremfor alt giver et kunstværk betydning. ...
Med Carl Nielsen og Thomas Laub var der lagt op til en fornyelse af "programmet": Som Berggreen og Gade førte folkevise og kunstmusik sammen, gjorde Laub og Nielsen det også, selv om det først skulle slå igennem i begyndelsen af 1900-tallet. "... De stræbte efter at give den danske tone en ny formulering i den folkelige sang, en tone, der var i pagt med en ny tids opfattelse af forholdet mellem det nationale og det folkelige; ... "
Se også
- Den Nordiske Industri-, Landbrugs- og Kunstudstilling i Kjøbenhavn 1888
- Nordisk tone i musikken – Kirkesangsreformen om den fornyelse Thomas Laub var drivkraften for
- Jacob Christian Fabricius